# Zero-sen Hayato
Zero-sen Hayato (яп. 0戦はやと Дзэро-сэн Хаято, «Хаято, пилот истребителя Зеро») — японский военный  патриотический аниме-сериал, выпущенный студией P Production по мотивам одноимённой манги авторства Наоки Цудзи. Транслировался в 18:15 по телеканалу Fuji TV с 21 января по 27 октября 1964 года. Всего выпущено 38 серий по 15 минут. Сериал из-за своей военной тематики и чрезмерной жестокости был подвергнут критике и обвинён в продвижении ранее существовавшей пропагандистской армейской анимации, другой телеканал NHK отказался транслировать у себя сериал, в результате был решено вести трансляцию по телеканалу Fuji TV. Сериал не набрал популярность виду тотального поражения Японии в войне и трагичных событий 1945 года.

## Сюжет
Действие происходит в 17-м году правления императора Сева (1943 год), идёт война и императорский японский флот собирает 35 самых лучших пилотов по всей стране под командованием Миямото для создания ударного летного отряда. Среди лётчиков — молодой Адзума Хаято, он ранее сбил 64 вражеских самолётов над новой Гвинеей. Секрет успешности Хаято заключается в том, что во время полёта, он придумывает множество комбинаций, заставая противника врасплох. И его главная цель — уничтожить американского пилота и полковника Скай Кинга, или «командира Сатану», который ранее убил отца Хаято.

## Роли озвучивали
- Митиру Ходзё — Хаято Адзума
- Кодзи Асакура — Иссики
- Тикао Оцука — Тай Миямото